# Serre-les-Sapins
Serre-les-Sapins is een gemeente in het Franse departement Doubs (regio Bourgogne-Franche-Comté). De plaats maakt deel uit van het arrondissement Besançon. Serre-les-Sapins telde op 1 januari 2022 1.921 inwoners.

## Geografie
De oppervlakte van Serre-les-Sapins bedraagt 5,24 vierkante kilometer; de bevolkingsdichtheid is 337 inwoners per km² (per 1 januari 2019).
De onderstaande kaart toont de ligging van Serre-les-Sapins met de belangrijkste infrastructuur en aangrenzende gemeenten.

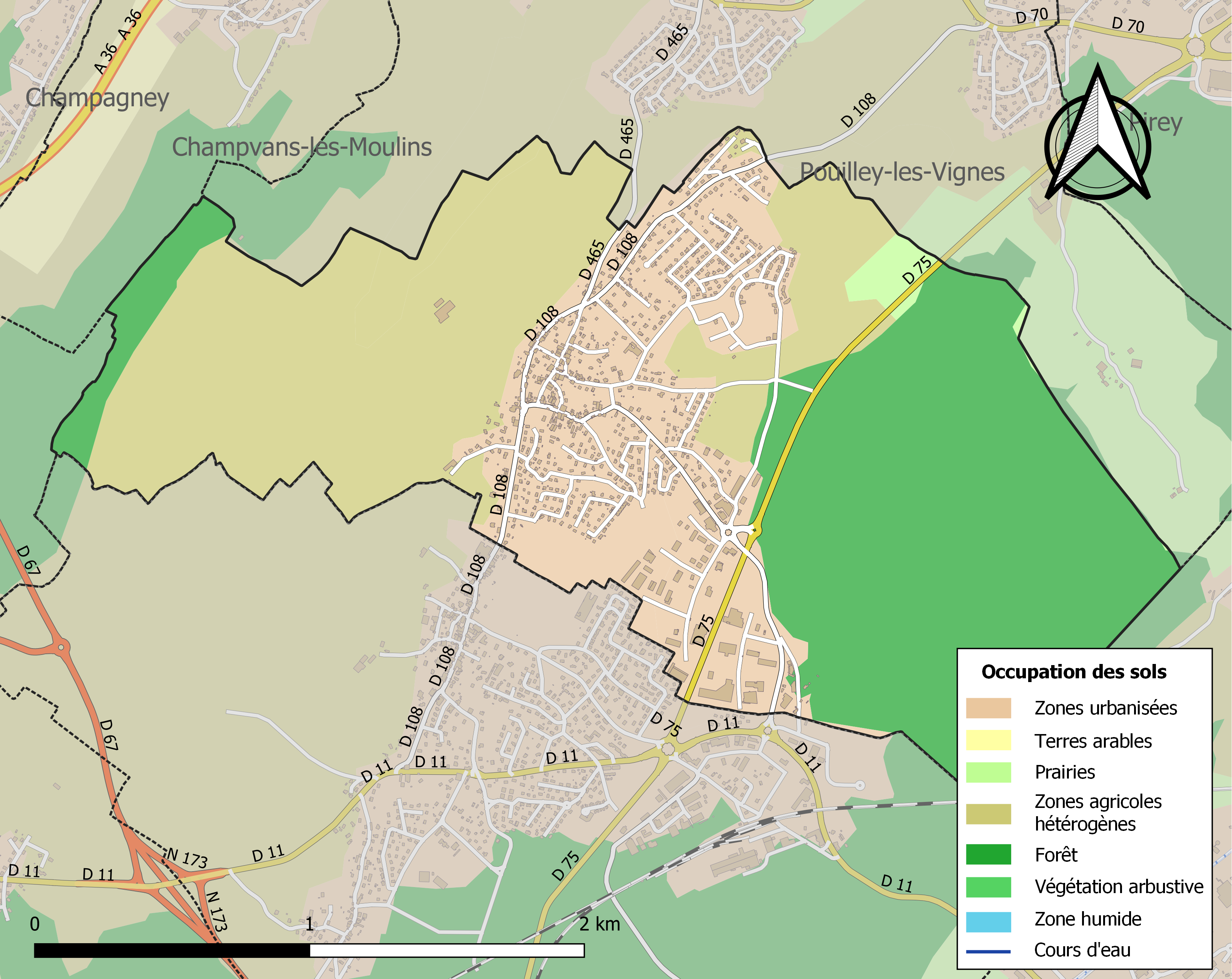

## Demografie
Onderstaande figuur toont het verloop van het inwonertal (bron: INSEE-tellingen).